# Grammostola pulchripes
Grammostola pulchripes is een spinnensoort in de taxonomische indeling van de vogelspinnen (Theraphosidae).
Het dier behoort tot het geslacht Grammostola. De wetenschappelijke naam van de soort werd voor het eerst geldig gepubliceerd in 1891 door Eugène Simon. Het is een erg rustig soort en zal dan ook zelden bijten of met brandharen strooien.